# Samson (imię)
Samson – imię męskie pochodzenia biblijnego. Wywodzi się od hebrajskiego słowa oznaczającego „siłacz”. Wśród świętych - św. Samson opat z Dol z VI wieku.
Samson imieniny obchodzi: 27 czerwca, 10 lipca i 28 lipca.
Znane osoby noszące imię Samson:
- Samson – postać biblijna
- Samson Mahbod – kanadyjski hokeista
- Samson Nowacki (koniec XVI w. – XVII w.) – polski szlachcic, zesłaniec, dowódca wojskowy w służbie carskiej, jeden z kilku zdobywców Jakucji i terenów przyległych dla Rosji
- Samson Siasia – nigeryjski piłkarz
- Samson Yego – kenijski lekkoatleta, sprinter
- Jan Mikołajewicz Samson Podbereski – sędzia ziemski brasławski, poseł województwa wileńskiego na sejm 1600 roku